# Lehtinen (ö i Kymmenedalen, Kotka-Fredrikshamn, lat 60,47, long 27,34)
Lehtinen är en ö i Finland. Den ligger i Finska viken och i kommunen Fredrikshamn i den ekonomiska regionen  Kotka-Fredrikshamn i landskapet Kymmenedalen, i den södra delen av landet. Ön ligger omkring 22 kilometer öster om Kotka och omkring 140 kilometer öster om Helsingfors.
Öns area är 65,8 hektar och dess största längd är 1,5 kilometer i sydöst-nordvästlig riktning.